# Glaucina osiana
Glaucina osiana är en fjärilsart som beskrevs av Druce 1893. Glaucina osiana ingår i släktet Glaucina och familjen mätare. Inga underarter finns listade i Catalogue of Life.